# Liste des cardinaux créés par Innocent XIII
Le pape Innocent XIII a créé au cours de son très bref pontificat (1721-1724), 3 cardinaux dans 2 consistoires :

## Créé le 16 juin 1721
- Bernardo Maria Conti

## Créés le 16 juillet 1721
- Guillaume Dubois
- Alessandro Albani

### Source
- Charles Berton et Jacques-Paul Migne, Dictionnaire des cardinaux : contenant des notions générales sur le cardinalat, Paris, Jacques-Paul Migne, 1857, 1824 p. (lire en ligne) La Liste des Cardinaux créés par Innocent XIII est page 1790.